# 过国亮
过国亮（1982年10月18日—2014年4月12日），中国知名记者，曾任《南方都市报》珠海新闻部高级记者。

## 生平
他出生于江西鹰潭，2003年毕业于南昌大学新闻系。2011年因捐助“723”甬温线特别重大铁路交通事故幸存女孩项炜伊而让人熟识。2014年1月底，过国亮被查出肝癌中晚期，于中山大学附属肿瘤医院接受治疗。
2014年4月12日凌晨6点医治无效逝世，享年31岁。